# Rosay, Jura
Rosay är en kommun i departementet Jura i regionen Bourgogne-Franche-Comté i östra Frankrike. Kommunen ligger i kantonen Beaufort som tillhör arrondissementet Lons-le-Saunier. År 2022 hade Rosay 119 invånare.

## Befolkningsutveckling
Antalet invånare i kommunen Rosay
Referens:INSEE